# Jerzy Kosycarz

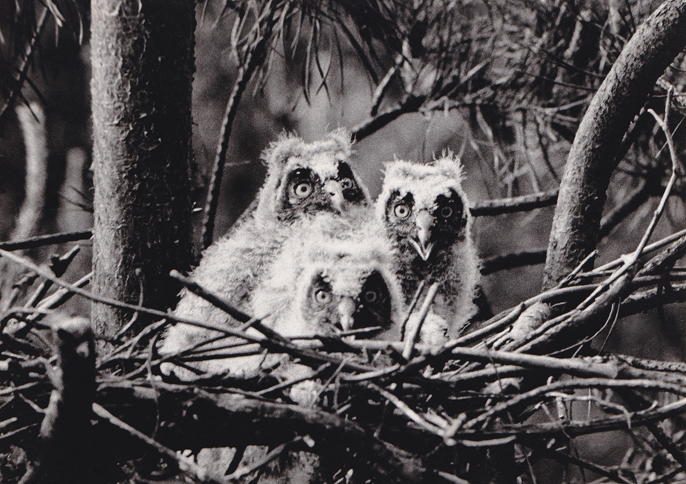
Sowa uszata

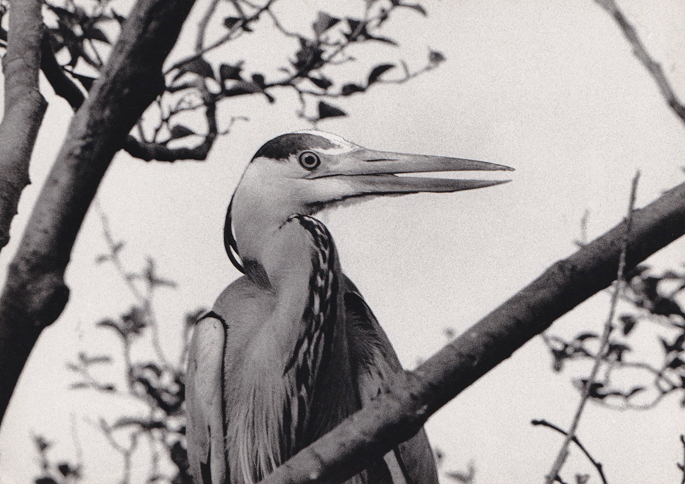
Czapla siwa

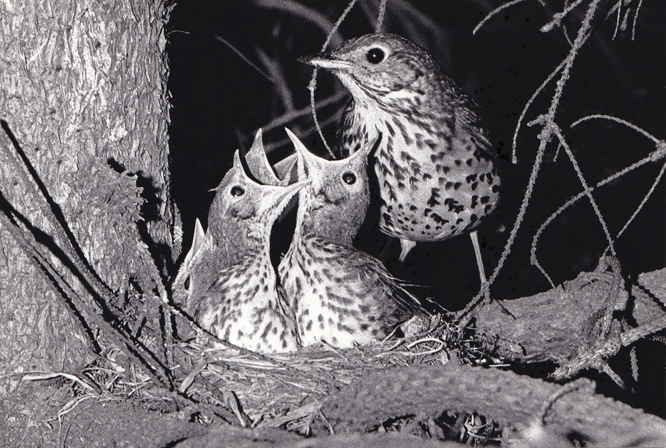
Drozd śpiewak

Jerzy Kosycarz (ur. 3 listopada 1936 w Warszawie, zm. 9 lipca 1986 w Rostocku, Niemcy; pochowany w Szczecinie) – polski fotografik, myśliwy i przyrodnik.

## Życiorys
Członek Szczecińskiego Towarzystwa Fotograficznego od 1959 roku, przez 12 lat brał aktywny udział w pracach Zarządu STF, w latach 1983–1985 oraz 1985–1986 pełnił funkcję prezesa STF. Absolwent Społecznego Studium Fotografii ZPAF (1978). Instruktor fotografii przez prawie 25 lat. Fotograf krajoznawca – członek Polskiego Towarzystwa Turystyczno-Krajoznawczego (PTTK).
W fotografii przyrodniczej najbardziej umiłował obszar Rezerwatu Świdwie gdzie czynnie działał na rzecz ochrony tego obszaru oraz Doliny Dolnej Odry i Puszczy Bukowej, jednocześnie pracował na rzecz ochrony całej zachodniopomorskiej przyrody. Jerzy Kosycarz był pomysłodawcą cyklicznej wystawy i konkursu: Międzynarodowe Biennale Fotografii pt. Wiatr od morza, realizowanej w latach 1985–1991 oraz inicjatywy grupy twórczej Grupa 10 powstałej w Szczecinie po Jego śmierci.
Zmarł nagle w wieku 49 lat, podczas wernisażu wystawy IFO Scanbaltic ’86 w Rostocku reprezentując (jako prezes) Szczecińskie Towarzystwo Fotograficzne. Pośmiertnie otrzymał godność Honorowego Członka STF.
Został pochowany w Szczecinie na Cmentarzu Centralnym (kw. 24A-6-22)

## Publikacje: książki, czasopisma
- Jantarowe Szlaki, Czapliniec, s. 32, 33, tekst i zdjęcia J. Kosycarz, nr 2 (192) 1984, ISSN 0209-3847.
- Jantarowe Szlaki, Kania czarna, s. 32, 33, 66, tekst i zdjęcia J. Kosycarz, nr 3 (193) 1984, ISSN 0209-3847.
- Pojezierze Zachodniopomorskie (seria Przyroda Polska), J. Jasnowska, M. Jasnowski, autor zdjęć, Wiedza Powszechna 1983, ISBN 83-214-0359-X.

## Wystawy indywidualne
- Jerzy Kosycarz, Ptaki – BOŚ-ka Galeria, Bank Ochrony Środowiska, Szczecin 2003[18]
- Ptaki – wystawa fotografii przyrodniczej – Galeria Baszta BTF, Bolesławiec 1987[19][20]
- Pro memoria – wystawa dorobku fotograficznego – Zamek Książąt Pomorskich, Szczecin 1986[20][8]
- Ptaki – wystawa fotografii przyrodniczej – NRD, Rostock 1986
- Puszcza Bukowa i jej mieszkańcy – MDK Świnoujście 1986
- Puszcza Bukowa i ludzie – Szczecin 1985
- Ptaki Dorzecza Odry – Szczecin 1978, Łódź 1978
- Wystawa fotografii przyrodniczej – Szczecin 1978
- Wystawa fotografii przyrodniczej – Szczecin 1961

## Wystawy zbiorowe i konkursy
- Puszcza Bukowa w Fotografii, wystawa poświęcona pamięci J. Kosycarza, PAX Gryfino 1988
- Przyroda Pomorza Zachodniego – siedmiu autorów, P.T.Zool. Szczecin 1987[21]
- Dziecko – III Międzynarodowe Biennale Fotografii Artystycznej – Piła 1986[22]
- IFO Scanbaltic ’86 – XVII Międzynarodowa Wystawa Fotograficzna, Rostock 1986[23]
- XVI Gorzowskie Konfrontacje Fotograficzne ’86, Gorzów 1986[24]
- Wiatr od Morza – Ogólnopolski Konkurs – II nagroda – Szczecin 1985
- OPUS ’85, III Ogólnopolskie Biennale Fotografii Artystycznej – Dyplom FASFwP, Muzeum Regionalne, Kamień Pomorski 1985[25]
- Ptaki – I Ogólnopolski Konkurs Fotografii Przyrodniczej – II nagroda – Warszawa 1984
- XVI Biennale Fotografii Przyrodniczej Krajów Socjalistycznych – złoty medal – Poznań 1984
- Przyroda Szczecina, LOP ZW PTTK – I nagroda, Szczecin1984[26]
- Polska Fotografia Amatorska w Latach 1944–1984, wystawa Ogólnopolska – Warszawa 1984[27]
- IFO Scanbaltic ’84 – XVI Międzynarodowa Wystawa Fotograficzna, Rostock1984[28]
- Moja Rodzina – Konkurs – II nagroda – Szczecin 1981
- II Wystawa poplenerowa Medycyna biologiczna – medycyna humanistyczna, Szczecin 1980[29]
- VII Przegląd Fotografii Wybrzeża – III nagroda, Wojewódzki Ośrodek Kultury, Gdańsk 1980
- Wystawa Przeglądowa STF, Galeria Factum – Szczecin 1980[30]
- Przyroda Szczecina – wystawa 25 lecia LOP, Szczecin 1980[31]
- Piękno Krajobrazu Leśnego – I Ogólnopolski Konkurs Fotografii Przyrodniczej, Krośnieńskie Towarzystwo Fotograficzne i Okręgowy Zarząd Lasów Państwowych. Krosno – nagroda specjalna, Krosno 1980[32]
- Wystawa absolwentów Studium Fotografii ZPAF – Szczecin 1978[33][34]
- Konkurs Fotografii Łowieckiej – Sofia, Bułgaria, Sofia 1979
- Ptaki Szczecina – Zamek Książąt Pomorskich – BWA – Szczecin 1979[35][36]
- Jubileuszowa Wystawa Przeglądowa STF-u, Szczecin – III nagroda, Szczecin 1973[6]
- Apollo ’72 – WTF Olsztyn 1972
- Wystawa Przeglądowa STF, Zamek Książąt Pomorskich – Szczecin 1971[10]
- Wystawa Fotograficzna – Szczecin Dzisiaj, Zamek Książąt Pomorskich – Szczecin 1970[37]
- Wystawa Fotografii Artystycznej STF, Zamek Książąt Pomorskich – Szczecin 1969[38]
- Wystawa Jubileuszowa STF, Zamek Książąt Pomorskich – Szczecin 1968[39]
- Wystawa fotografii przyrodniczej – [ 4 autorów ] Zamek Książąt Pomorskich – Szczecin 1967[10]
- Wystawa Fotografii, Federacja Stowarzyszeń Fotograficznych w Polsce, Warszawa 1966[40]
- Ogólnopolska Wystawa FASF w Polsce, Warszawa 1965
- II Przeglądowa Doroczna Wystawa Fotografii STF, Zamek Książąt Pomorskich Szczecin 1964[41]
- Wystawa Przeglądowa Szczecińskiego Towarzystwa Fotograficznego, Szczecin 1962

## Odznaczenia
- Odznaka Honorowa za zasługi dla rozwoju ruchu społeczno-kulturalnego, Legitymacja Nr 58/86 Szczecińskie Towarzystwo Kultury, Szczecin 1986

## Fonografia
Reportaż Stanisława Szubińskiego Leśny fotograf z 29 marca 1985, którego bohaterem jest Jerzy Kosycarz. Opowieść o zamiłowaniu do fotografii, przyrody oraz o sposobach fotografowania ptaków i leśnej zwierzyny w nawiązaniu do twórczości Włodzimierza Puchalskiego:
- Leśny fotograf – Studio Reportażu i Dokumentu Polskiego Radia w Szczecinie (29.03.1985)